# A Photograph of You
A Photograph of You este o piesă a formației britanice Depeche Mode. Piesa a apărut pe albumul A Broken Frame, în 1982.